# Hotel Panoráma w Szczyrbskim Jeziorze
Hotel Panoráma – modernistyczny, brutalistyczny hotel zlokalizowany w miejscowości Szczyrbskie Jezioro w Tatrach Słowackich, na wysokości 1335 m n.p.m. Był częścią inicjatywy mającej na celu przekształcenie regionu w ośrodek narciarski.

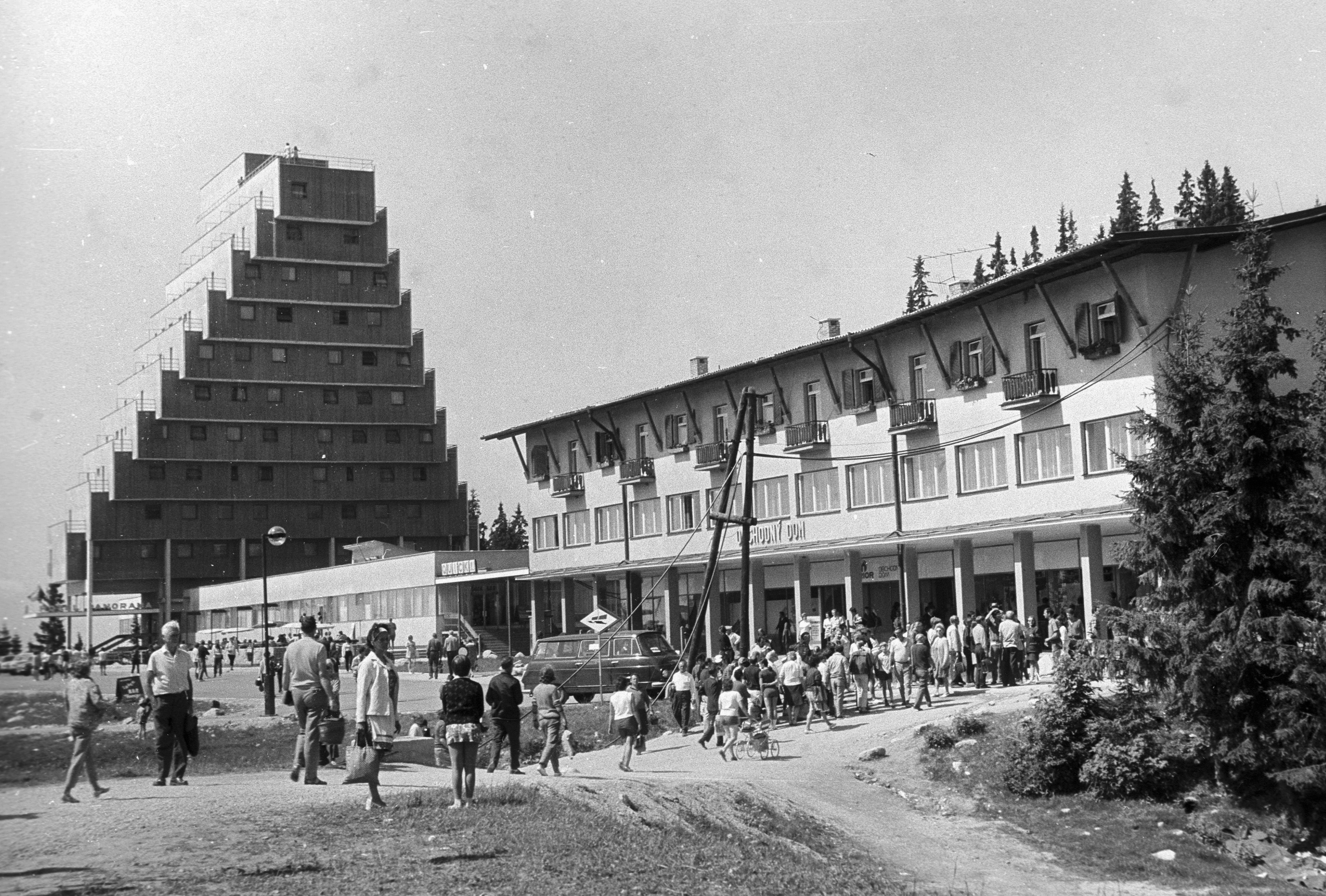
Widok historyczny (1971)

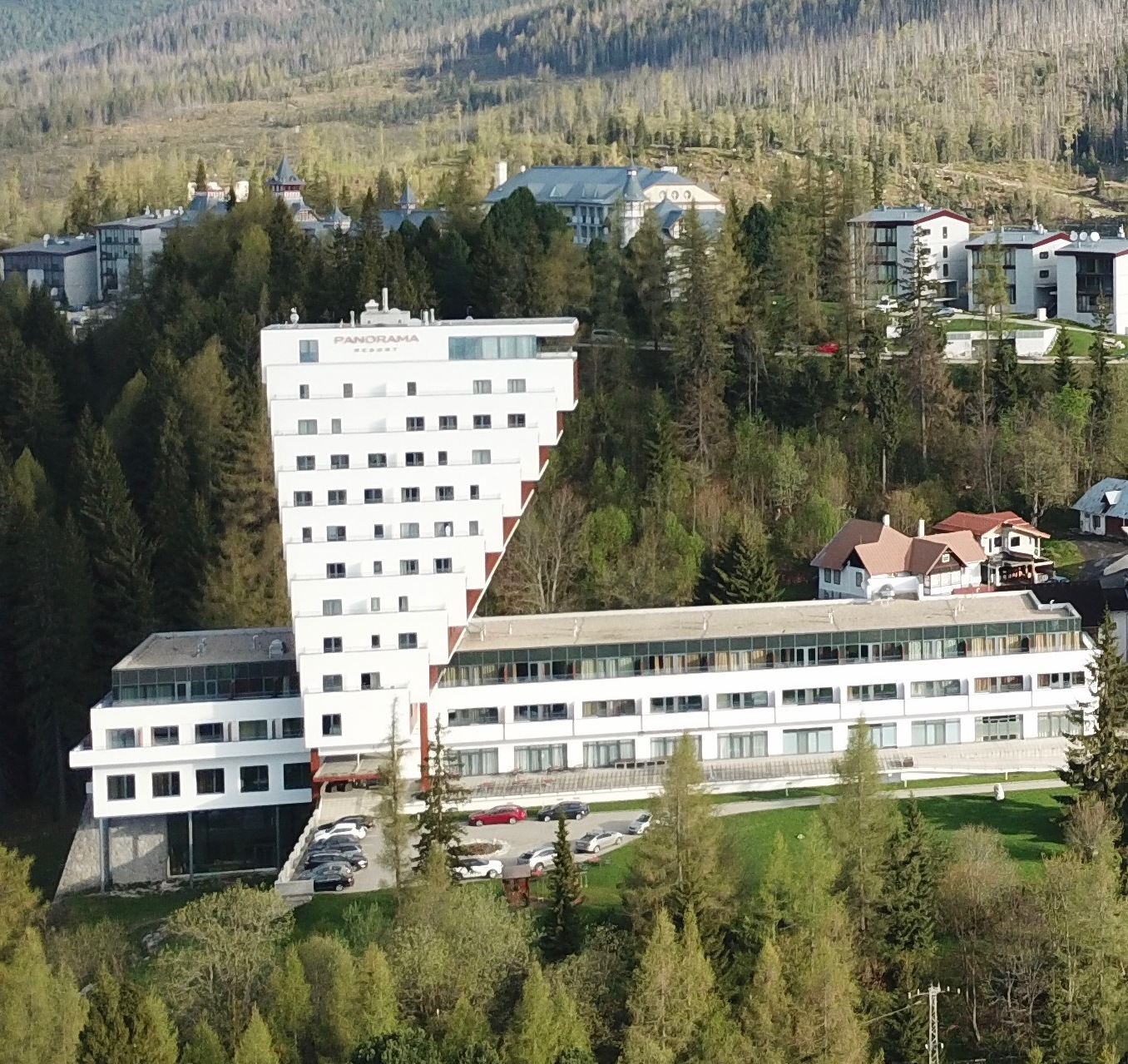
Widok z lotu ptaka (2018)

Autorem projektu był Zdeněk Řihák. Hotel powstał w obszarze ochrony konserwatorskiej w latach 1967–1970 na Mistrzostwa Świata w Narciarstwie Klasycznym (1970) i nie uniknął krytyki architektonicznej, m.in. oskarżeń o wykorzystanie zbyt wielu różnorodnych materiałów i kształtów, które tworzą wysoką, szczupłą bryłę w kształcie piramidy, stanowiąc wyłącznie popis architektoniczny, nieuzasadniony funkcjonalnie i klimatycznie. Z drugiej strony doceniono jego innowacyjność: został pozytywnie opisany w międzynarodowym czasopiśmie architektonicznym L’Architecture d’aujourd’hui.
Obiekt jest kwintesencją twórczości Řiháka, który postrzegał architekturę jako twórczość rzeźbiarską. W XXI wieku został odnowiony, ze znaczącymi zmianami elewacji, obejmującymi malowanie i wymianę okładzin. Podczas tych prac zmieniono wygląd wnętrz i zaprzepaszczono prace plastyczne Inez Tuschnerovej oraz Rudolfa Uhera.
Wkrótce po zbudowaniu hotel stał się ikoną architektoniczną, przede wszystkim dzięki odważnej konstrukcji o stopniowo rozszerzającej się ku górze fasadzie. Pokoje oferowały gościom widoki na szczyty Tatr i sąsiednich pasm górskich. Pomimo znacznych zmian w wyglądzie, Panoráma pozostaje świadectwem poważnych ambicji architektonicznych powojennej Czechosłowacji oraz symbolem przejścia od socrealizmu do modernizmu. Bardzo rzeźbiarski projekt naśladował kształt skoczni narciarskiej oraz surowego masywu górskiego, a jego fasady umiejętnie operowały światłocieniami.
Pod względem struktury budowla jest bardzo zaawansowana inżynieryjnie. Piramidę podtrzymuje złożony fundament z dwunastoma nierównomiernie rozmieszczonymi stalowymi podporami. Rdzeń budynku, wraz z dwoma dolnymi kondygnacjami mieszczącymi bar i garaże, spoczywa na tych podporach, umożliwiając „rozciągnięcie” głównego bloku mieszkalnego (z kaskadowymi balkonami) na boki.
Hotel, podobnie jak inne projekty Řiháka, w tym pobliski Hotel Patria i kontrowersyjna nowa Labská bouda w Karkonoszach, odzwierciedlają jego innowacyjne podejście do projektowania, łączące formy rzeźbiarskie z funkcjonalnością.

## Galeria

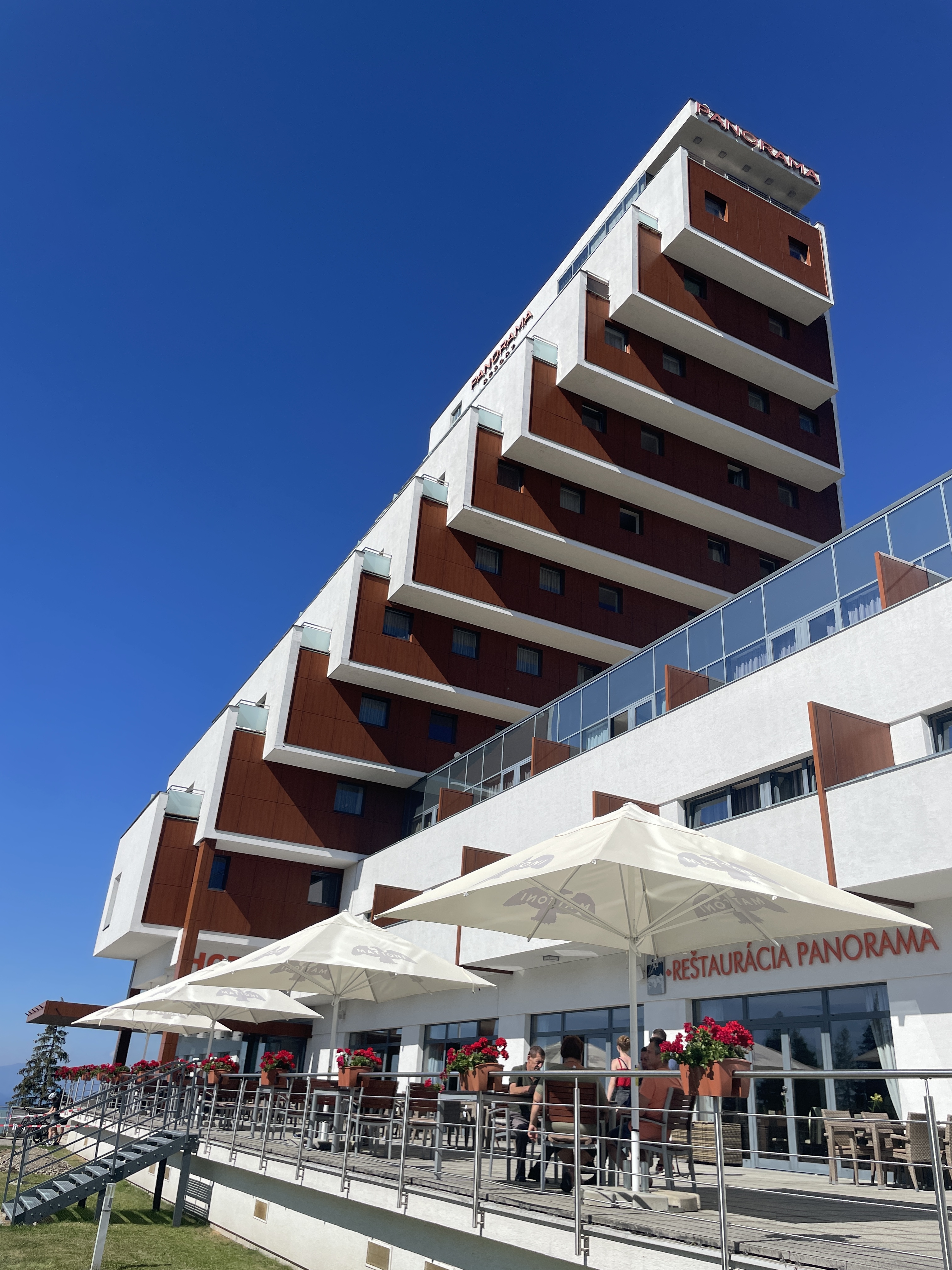
Restauracja
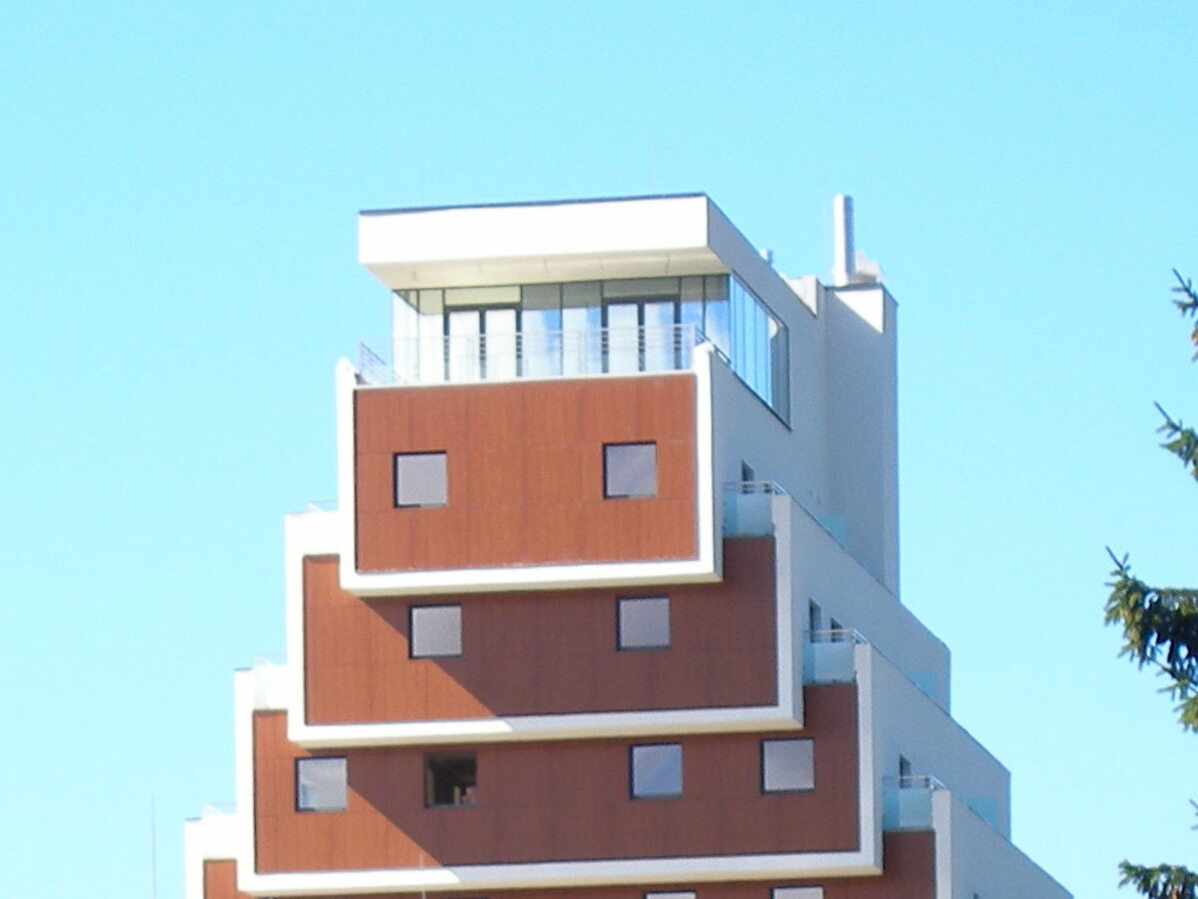
Detal
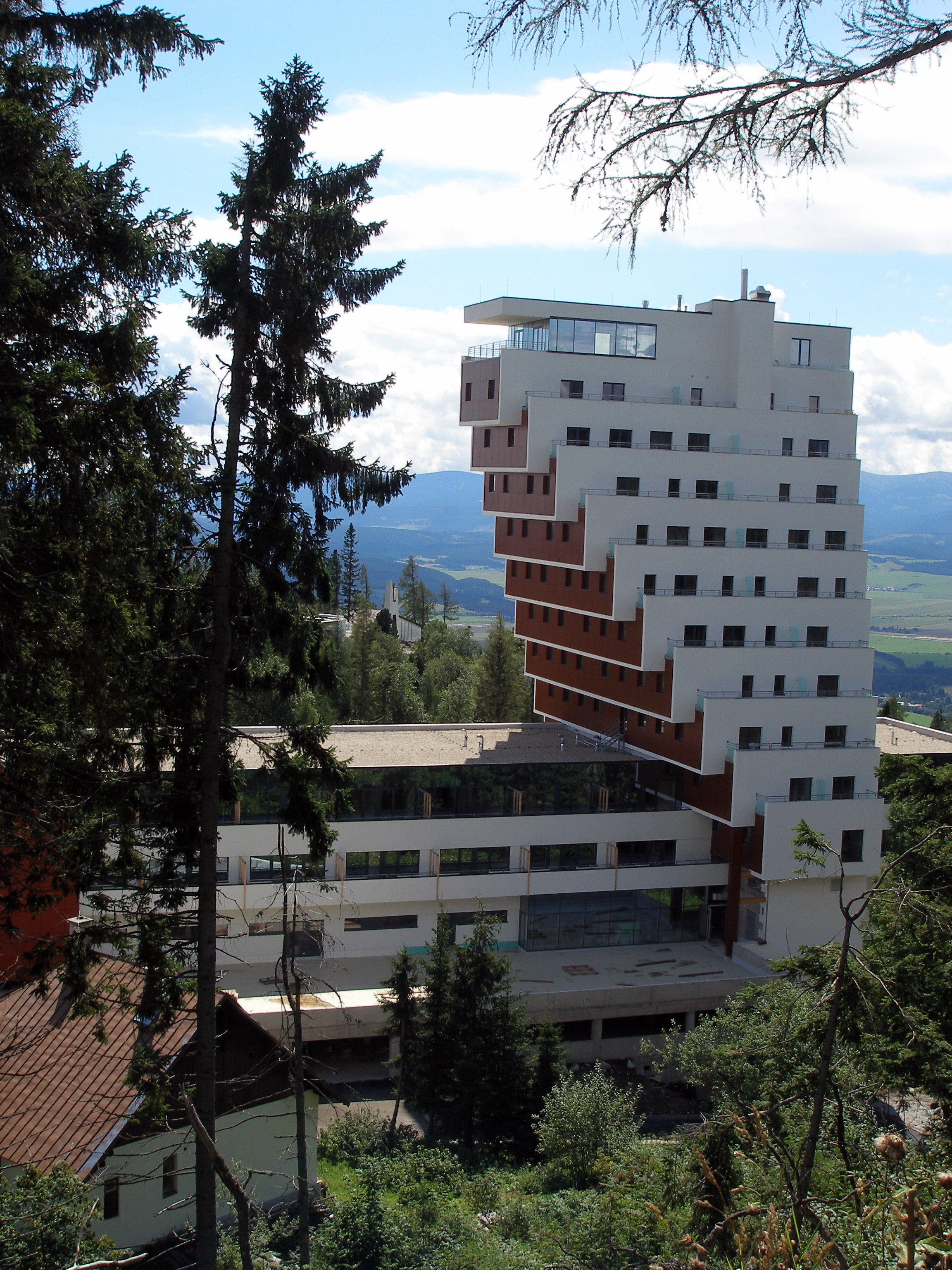
Widok ogólny